# Eusynthemis ursula
Eusynthemis ursula är en trollsländeart som beskrevs av Günther Theischinger 1998. Eusynthemis ursula ingår i släktet Eusynthemis och familjen skimmertrollsländor. IUCN kategoriserar arten globalt som otillräckligt studerad. Inga underarter finns listade i Catalogue of Life.